# Perversão
Perversão, també coneguda com Estupro! és una pel·lícula d'explotació brasilera de 1979 dirigida per José Mojica Marins. Marins també és conegut pel seu alter ego Zé do Caixão.

## Argument
Vitório Palestrina és un milionari playboy que passa els seus dies seduint, abusant i descartant dones en un petit poble. Després de seduir una dona jove anomenada Silvia, ell la viola brutalment, mossegant un dels seus mugrons en el procés. Ell guarda el mugró en una caixa de vidre com a trofeu. Quan les seves accions esdevenen de coneixement públic, en realitat és admirat pel que ha fet, mentre que la seva víctima és ostracitzada i turmentada per la gent del poble.
Palestrina és absolt de violació per la base de proves insuficients i es riu de la víctima quan el jutge dictamina el veredicte. Commemora el seu triomf amb una festa en la qual mostra amb orgull el mugró tallat als seus convidats. Palestrina continua seduint altres dones joves fins que desenvolupa una passió per la Verònica, una jove i bella estudiant de medicina que no és tan susceptible al seu encant.
Per obtenir l'amor i la lleialtat de la Verònica, Palestrina ha de suportar un festeig més tradicional: la Verònica li exigeix que proclami l'amor i li proposi matrimoni abans de cedir. Quan finalment ho fa, la Verònica permet que Palestrina consumi la seva aventura amb un episodi llarg i apassionat de fer l'amor. Quan ell s'instal·la en un estat pacífic de post coital, la Verònica posa tranquil·lament la mà a la bossa i treu un ganivet quirúrgic amb el qual el castra. Aleshores té flashbacks que revelen que la Verònica és la germana de la Silvia.
Nua i coberta de sang, la Verònica embena lentament les ferides de Palestrina i diu: "M'ho vas prometre tot. Vaig acceptar". Mentrestant, imagina temps futurs de felicitat amb la seva estimada germana.

## Repartiment
- José Mojica Marins com a Vittorio Palestrina
- Arlete Moreira com a Verònica
- Ricardo Petraglia
- Nadia Destro
- Elza Leonetti
- Diva Medrek
- Jaime Cortez
- Mara Prado